# Nembro
Nembro är en ort och kommun i provinsen Bergamo i regionen Lombardiet i Italien. Kommunen hade 11 526 invånare (2018).